# Бувелмон
Бувелмон (фр. Bouvellemont) насеље је и општина у североисточној Француској у региону Шампањ-Арден, у департману Ардени која припада префектури Шарлвил Мезјер.
По подацима из 2011. године у општини је живело 95 становника, а густина насељености је износила 22,04 становника/km². Општина се простире на површини од 4,31 km². Налази се на средњој надморској висини од 252 метара.

## Демографија
| 1962. | 1968. | 1975. | 1982. | 1990. | 1999. | 2011. |
| ----- | ----- | ----- | ----- | ----- | ----- | ----- |
| 80    | 88    | 94    | 83    | 97    | 79    | 95    |

График промене броја становника у току последњих година